# Acetomicrobium
Acetomicrobium ist eine Gattung von Bakterien. Sie zählt zu der Abteilung der Synergistota. Es handelt sich um eine thermophile („wärmeliebende“) Gattung. Sie kommt im Klärschlamm von Abwasserbehandlungsanlagen vor.

## Merkmale

### Erscheinungsbild
Es handelt sich um spitze, gerade Stäbchen. Der Durchmesser der Zellen beträgt 0,6–0,8 µm, die Länge 2–7 µm. Sie treten meist in kurzen Ketten oder Paaren auf. Filamente werden nicht gebildet, dies unterscheidet sie von der verwandten Gattung Acetofilamentum, früher wurden beide Gattungen unter der gleichen Familie (Bacteroidaceae) geführt. Die Gram-Färbung verläuft negativ. Endosporen werden nicht gebildet. Die Zellen sind hoch beweglich (motil).

### Wachstum und Stoffwechsel
Acetomicrobium ist strikt anaerob, zeigt also nur unter Sauerstoffausschluss Wachstum. Der Stoffwechsel beruht auf der Gärung. Weiterhin ist der Stoffwechsel chemoorgano-heterotroph. Acetomicrobium flavidum fermentiert Glucose zu Acetat, Kohlenstoffdioxid (CO2) und Wasserstoff (H2). Diese Produkte werden im Stoffmengenverhältnis 2:2:4 (bezogen auf 1 Mol Glucose) gebildet. Die Produkte der Fermentation von A. faecale sind Acetat, Lactat, Ethanol, CO2 und H2 bei Verwertung von Hexosen, wie Glucose. Dabei wird Glucose über den Embden-Meyerhof-Parnas-Weg abgebaut. Werden hingegen Pentosen als Substrate verwertet, entstehen Acetat, Ethanol, CO2 und nur wenig Lactat.
Optimale Temperaturen für das Wachstum liegen zwischen 58 und 73 °C, die Arten sind thermophil. Weiterhin findet Wachstum bei pH-Werten von 6,2 bis 8,0 statt. Ein Cytochrom ist nicht vorhanden. Für die Kultivierung in Nährmedien muss Hefeextrakt enthalten sein.

### Pathogenität
Acetomicrobium flavidum und Acetomicrobium faecale sind nicht pathogen („krankheitserregend“) und werden durch die Biostoffverordnung in Verbindung mit der TRBA (Technische Regeln für Biologische Arbeitsstoffe) 466 der Risikogruppe 1 zugeordnet.

## Vorkommen
Die Vertreter der Gattung Acetomicrobium sind typischerweise im Klärschlamm von Abwasserbehandlungsanlagen zu finden. Bei einer mikroskopischen Zählung machte Acetomicrobium flavidum etwa 25 % der im Klärschlamm vorhandenen Bakterien aus.

## Systematik
Die Gattung Acetomicrobium wird zu der Familie Synergistaceae, welche zu der Ordnung Synergistales zählt, gestellt (Stand Mai 2021). Diese Ordnung zählt zu den im Jahr 2009 aufgestellten Phylum Synergistetes. Zuvor wurde sie unter den Bacteroidaceae geführt, diese Familie zählt zu dem Phylum der Bacteroidetes. Erstbeschrieben wurde sie von E. Soutschek im Jahre 1985. Es folgt eine Liste einiger (Stand 5. Mai 2021) Arten:
- Acetomicrobium flavidum Soutschek et al. 1985
- Acetomicrobium hydrogeniformans Ben Hania et al. 2016
- Acetomicrobium mobile Ben Hania et al. 2016
- Acetomicrobium thermoterrenum Ben Hania et al. 2016

Die Art Acetomicrobium faecale wurde zu Caldicoprobacter faecalis (Winter et al. 1987) Bouanane et al. 2015 gestellt.

## Etymologie
Der Gattungsname Acetomicrobium leitet sich von dem lateinischen Wort acetum  für „Essig“ und  dem neulateinischen Wort microbium her, das seinen Ursprung in den griechischen Wörtern mikros („klein“) und bios („Leben“) hat. Er bezieht sich auf die Fähigkeit des Mikroorganismus, Acetat (das Anion der Essigsäure) zu produzieren.